# Loyat
Loyat (in bretone: Loiad) è un comune francese di 1 550 abitanti situato nel dipartimento del Morbihan nella regione della Bretagna.

## Società

### Evoluzione demografica
Abitanti censiti